# Olănești
Olănești es una comuna y localidad de Moldavia en el distrito (raión) de Ștefan Vodă.

## Geografía
Se encuentra a orillas del río Dniéster en la frontera con Ucrania. a una altitud de 60 m s. n. m. a 117 km de la capital nacional, Chisináu.

## Demografía
En el censo 2014 el total de población de la localidad fue de 4 456 habitantes.